# Alkylhypochlorite

Methylhypochlorit

Alkylhypochlorite sind Ester der hypochlorigen Säure und Alkoholen. Sie sind instabil und können spontan, unter Freisetzung hochgradig toxischer Dämpfe, explodieren. Die Instabilität der Alkylhypochlorite wird durch die Oxidationskraft der Hypochlorit-Gruppe hervorgerufen. Die Stabilität erhöht sich, je höher das nächstliegende C-Atom substituiert ist. So ist tert-Butylhypochlorit relativ stabil und kann als Reagenz verwendet werden. Alkylhypochlorite sind effiziente Chlorierungs- und Oxidationsmittel.

## Herstellung
Die Herstellung erfolgt durch Veresterung von Alkoholen mit hypochloriger Säure oder Chlor:
{\displaystyle \mathrm {R-OH+HClO\longrightarrow R-OCl+H_{2}O} }

## Sicherheitshinweise
Alkylhypochlorite zersetzen sich unter Freisetzung von Chlorwasserstoff explosionsartig zu Aldehyden, daher ist auf entsprechende Sicherheitsmaßnahmen zu achten.
Es werden verschiedene Zersetzungsmechanismen postuliert:
{\displaystyle \mathrm {R-CH_{2}OCl\longrightarrow R-CHO+HCl} } (nach Frederick Chattaway)
{\displaystyle \mathrm {2\ R-CH_{2}OCl\longrightarrow RCO_{2}-CH_{2}R+2\ HCl} }
{\displaystyle \mathrm {2\ R-CH_{2}OCl\longrightarrow R-CH_{2}OH+R-CHO+Cl_{2}} }(nach J.F. Durand)